# Поколение Алфа
Поколение Алфа е демографската кохорта, която следва поколението Z. Изследователите и популярните медии използват началото на 2010-те като начални години на раждане и средата до края на 2020-те като крайни години на раждане.
Поколението Алфа е родено във време на спад на раждаемостта в голяма част от света и е изпитало ефектите от пандемията COVID-19 като малки деца. За онези, които имат достъп, забавлението се доминира главно от електронните технологии, социалните мрежи и услугите за стрийминг, като интересът към традиционната телевизия едновременно намалява. Проучвания показват, че здравословните проблеми, свързани със затлъстяването, стават все по-разпространени в края на 2010 г.

## Терминология
Името Поколение Алфа произлиза от проучване в 2008 г., проведено от австралийската агенция McCrindle Research, според основателя Марк Макриндъл, човекът, на когото терминът се приписва най-често. Маккриндъл обяснява как екипът му е стигнал до името в интервю от 2015:
Когато проучвах книгата си The ABC of XYZ: Understanding the Global Generations, ми стана ясно, че едно ново поколение е на път да започне и все още няма име за тях. Поради тази причина проведох проучване (в края на краищата сме изследователи), за да разбера как хората мислят, че трябва да се нарича поколението след Z и докато имаше много имена и от всички тях, поколение А беше най-споменаваното, поколението Алфа също беше споменато, и така се примирих върху това за заглавието на главата „Отвъд Z: Запознайте се с поколението Алфа“.
През 2020 г. се очакваше, че пандемията COVID-19 ще се превърне в определящо събитие за това поколение, предлагайки името Generation C или Coronials за тези, родени или израснали по време на пандемията.

## Демография
Считано от 2015 г. около два и половина милиона души се раждат всяка седмица по света; Очаква се поколението Алфа да достигне близо два милиарда до 2025 г.

## Използване на медийни технологии

### Информационни и комуникационни технологии (ИКТ)
Повечето хора част от поколението Алфа са израснали, използвайки смартфони и таблети като част от забавлението в детството си, като много от тях са били изложени на устройства като успокояващо разсейване или образователни помагала.